# 布里克鎮區 (新澤西州)
布里克鎮區（英語：Brick Township）是位於美國新澤西州海洋縣的一個鎮區。

## 地方資料
布里克鎮區的面積為83.44平方千米，當中陸地面積為66.34平方千米，而水域面積為17.10平方千米。根據2020年美國人口普查的數據，當地共有人口73620人，而人口密度為每平方千米882.31人。